# Giovanna d'Aza
La beata Giovanna d'Aza (Haza, 1135 – Caleruega, 2 agosto 1205) era la madre di Domenico di Guzmán.

## Biografia
Nella sua prima biografia di San Domenico di Guzmán, Giordano di Sassonia, successore di San Domenico come Maestro Generale dell'ordine dei predicatori, non menziona i genitori di San Domenico, ma dice che poco prima della sua nascita, la madre avesse sognato che un cane era balzato dal suo grembo tenendo una torcia tra le fauci. Giordano aggiunge che Domenico fu cresciuto dai suoi genitori e da uno zio che era arciprete. Una fonte successiva, ancora dal XIII secolo, dice che i genitori di Domenico erano certi Giovanna e Felice.
Quasi un secolo dopo la nascita di Domenico, un autore locale asserì che il padre di Domenico era vir venerabilis et dives in populo suo (un uomo benestante ed onorato nel suo paese).
Più tardi gli agiografi, studiando la questione, giunsero alla conclusione che il padre era un membro della famiglia di nobiltà locale Guzmán e che la madre proveniva da altra famiglia nobile, di nome Aza. Il nome intero della madre era Juana Garcés de Aza.
Dopo aver cresciuto i figli (il primo Antonio, il secondo Manés, che fu anch'egli religioso e proclamato beato nel 1834, mentre Domenico era il terzo) si diede a profonde opere di carità.
Morì a Caleruega intorno al 1200.

## Culto
La sua agiografia vuole che in sua presenza si fossero manifestati segni miracolosi, quali la moltiplicazione delle elemosine quando queste non erano sufficienti ai bisogni dei poveri da lei assistiti.
Il culto "ab immemorabili" venne formalmente autorizzato da papa Leone XII il 1º ottobre 1828.

## Citazione dantesca
I genitori di San Domenico da Guzmán vengono menzionati da Dante Alighieri nel XII canto del Paradiso:
(Dante Alighieri, Paradiso, XII 78 - 81)